# 이타미시 교통국

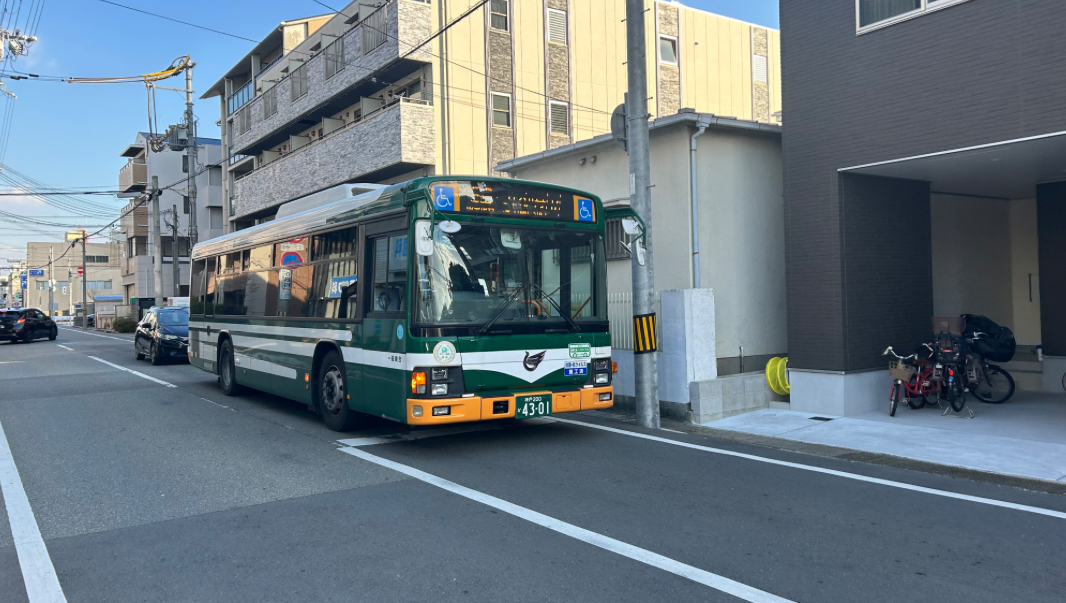
차량

이타미시 교통국 (伊丹市交通局)은 효고현 이타미시의 버스 회사이다.
영업소는 이타미시 히로바타 3초메 히로바타 영업소가 있다.

## 개요
이타미시는 도시 면적이 좁고, 특히 시 북부와 서부에서는 철도 교통편이 좋지 않기 때문에, 버스 노선을 촘촘하게 늘려나갔다. 
시 서부에는 한신버스가 운행하고 있어 일부 경쟁 구간도 있지만, 시내 기차역으로 가는 버스 노선은 이 시내버스가 중심이고, 한신버스는 교외 지역을 경유해 인접한 다른 도시의 기차역을 오가는 노선이 중심이다.
효고현의 공영버스 회사는 현재 고베시와 이타미시뿐이다. 히메지 시영버스는 신키 버스에, 아카시 시영버스는 신키 버스와 산요 버스에, 아마가사키 시영버스는 한신 버스에 이관되었다.

## 역사
- 1949년 1월 5일 - 버스 운행 시작
- 1967년 9월 - 1인용 버스 운행 개시
- 1997년 12월 - 논스텝 버스 도입
- 2008년 4월 1일 - 『itappy』도입. 동시에 PiTaPa와 ICOCA 취급을 시작.

## 운행 노선
이타미 시내를 비롯해 인접한 아마가사키시, 다카라즈카시, 가와니시시로 가는 노선이 있으며, '이타미 공항'이라는 통칭으로 불리는 오사카 국제공항으로 가는 노선이 오사카부 도요나카시까지 운행하고 있다.

## 버스 승차 방법
- 앞에서 타고 뒤에서 내린다.
- 승차 시 지불 환전 방식.

## 버스 운임
- 어른 230엔 어린이 120엔[1]
- IC카드는 itappy PiTaPa ICOCA 이용 가능 입니다